# نافباخور نامانجان
نادي نافباخور نامانجان لكرة القدم (بالأوزبكية: Navbahor Namangan Futbol Klubi)‏‎ هو نادي كرة قدم أوزبكستاني مقره في نامانجان. اسم النادي يعني الربيع الجديد. يلعب النادي في الدوري الأوزبكي الممتاز.